# Winter World University Games 2025/Teilnehmer (Schweden)
| Gelbes Symbol für Goldmedaillen mit stilisierten Olympischen Ringen | Graues Symbol für Silbermedaillen mit stilisierten Olympischen Ringen | Braundes Symbol für Bronzemedaillen mit stilisierten Olympischen Ringen |
| ------------------------------------------------------------------- | --------------------------------------------------------------------- | ----------------------------------------------------------------------- |
| 2                                                                   | 7                                                                     | —                                                                       |

Schweden nahmen mit 62 Athleten (42 Männer und 20 Frauen) an den Winter World University Games 2025 in Turin teil.

## Medaillen

### Medaillenspiegel
| Rang   | Sportart              | Gold | Silber | Bronze | Gesamt |
| ------ | --------------------- | ---- | ------ | ------ | ------ |
| 1      | Ski Alpin             | 1    | 3      | —      | 4      |
| 2      | Freestyle-Skiing      | 1    | —      | —      | 1      |
| 3      | Biathlon              | —    | 2      | —      | 2      |
| 4      | Ski-Orientierungslauf | —    | 2      | —      | 2      |
| Gesamt | Gesamt                | 2    | 7      | 0      | 9      |

### Medaillengewinner
| Name/n                                                         | Sportart              | Wettkampf          |
| -------------------------------------------------------------- | --------------------- | ------------------ |
| Gold                                                           |                       |                    |
| Regina Falk Emil Nyberg Stella Rodling Swanberg Axel Lindqvist | Ski Alpin             | Mannschaft         |
| Erik Wahlberg                                                  | Freestyle-Skiing      | Skicross           |
| Silber                                                         |                       |                    |
| Sophie Nyberg                                                  | Ski Alpin             | Alpine Kombination |
| Sophie Nyberg                                                  | Ski Alpin             | Super-G            |
| Emil Nyberg                                                    | Ski Alpin             | Super-G            |
| Karl Grönland                                                  | Biathlon              | 15 km Massenstart  |
| Knut Vikström                                                  | Biathlon              | 10 km Sprint       |
| Anna Aasa Jonatan Ståhl                                        | Ski-Orientierungslauf | Staffel            |
| Jonatan Ståhl                                                  | Ski-Orientierungslauf | Sprint             |

## Teilnehmer nach Sportarten

### Biathlon
| Athleten                     | Wettbewerbe          | Zeit        | Fehler          | Rang   |
| ---------------------------- | -------------------- | ----------- | --------------- | ------ |
| Frauen                       |                      |             |                 |        |
| Wilma Björn                  | 7,5 km Sprint        | 24:02,9 min | 2 (2+0)         | 7      |
| Wilma Björn                  | 10 km Verfolgung     | 41:23,5 min | 5 (0+4+1+0)     | 12     |
| Wilma Björn                  | 12,5 km Massenstart  | 47:19,1 min | 7 (3+2+1+1)     | 21     |
| Wilma Björn                  | 12,5 km Einzel       | 40:59,6 min | 3 (0+1+0+2)     | 13     |
| Nora Lignell                 | 7,5 km Sprint        | 24:43,5 min | 1 (1+0)         | 12     |
| Nora Lignell                 | 10 km Verfolgung     | 43:26,5 min | 8 (3+2+1+2)     | 20     |
| Nora Lignell                 | 12,5 km Massenstart  | 47:17,3 min | 5 (1+2+1+1)     | 20     |
| Nora Lignell                 | 12,5 km Einzel       | 42:08,3 min | 4 (0+0+1+3)     | 17     |
| Erika Österman               | 7,5 km Sprint        | 23:44,9 min | 2 (1+1)         | 4      |
| Erika Österman               | 10 km Verfolgung     | 40:42,8 min | 5 (2+3+0+0)     | 9      |
| Erika Österman               | 12,5 km Massenstart  | 44:43,9 min | 5 (0+2+0+3)     | 9      |
| Erika Österman               | 12,5 km Einzel       | 39:47,9 min | 3 (0+1+1+1)     | 7      |
| Männer                       |                      |             |                 |        |
| Hjalmar Gedda                | 10 km Sprint         | 25:13,4 min | 3 (1+2)         | 19     |
| Hjalmar Gedda                | 12,5 km Verfolgung   | 40:40,2 min | 5 (0+1+3+1)     | 13     |
| Hjalmar Gedda                | 15 km Massenstart    | 44:43,5 min | 6 (1+2+2+1)     | 10     |
| Hjalmar Gedda                | 15 km Einzel         | 40:10,8 min | 3 (1+0+0+2)     | 7      |
| Karl Grönland                | 10 km Sprint         | 25:35,6 min | 3 (1+2)         | 24     |
| Karl Grönland                | 12,5 km Verfolgung   | 43:40,4 min | 5 (2+1+1+1)     | 21     |
| Karl Grönland                | 15 km Massenstart    | 43:21,2 min | 1 (1+0+0+0)     | Silber |
| Karl Grönland                | 15 km Einzel         | 43:47,0 min | 6 (1+2+1+2)     | 25     |
| Knut Vikström                | 10 km Sprint         | 23:36,3 min | 1 (0+1)         | Silber |
| Knut Vikström                | 12,5 km Verfolgung   | 40:29,7 min | 6 (0+1+2+3)     | 10     |
| Knut Vikström                | 15 km Massenstart    | 44:36,3 min | 7 (1+0+3+3)     | 8      |
| Knut Vikström                | 15 km Einzel         | 42:43,0 min | 6 (2+1+1+2)     | 22     |
| Mixed                        |                      |             |                 |        |
| Erika Österman Hjalmar Gedda | Single-Mixed-Staffel | 41:59,1 min | 1+15 (0+10 1+5) | 7      |

### Curling
| Wettbewerb   | Frauen | Männer |
| ------------ | --- | --- |
| Athleten     | Moa Dryburgh Thea Orefjord Moa Tjärnlund Moa Nilsson                                                                      | Axel Landelius Alfons Johansson Alexander Palm Jacob Hanna                                                                     |
| Gruppenphase | Italien 8:4 Japan 1:9 Polen 9:7 China 5:7 Vereinigte Staaten 12:3 Kanada 2:5 Norwegen 7:8 Südkorea 5:7 Großbritannien 9:6 | Ukraine 7:4 Norwegen 2:12 Vereinigte Staaten 4:10 Kanada 2:8 Großbritannien 7:5 Südkorea 2:5 China 9:3 Schweiz 1:6 Italien 4:9 |
| Halbfinale   | ausgeschieden | ausgeschieden |
| Finale       | ausgeschieden | ausgeschieden |
| Rang         | 6 | 7 |

### Eishockey
| Wettbewerb       | Männer |
| ---------------- | --- |
| Athleten         | Edvard Nordlund Isak Collijn Gustav Sillerström Oskar Skymning Gustav Thuresson Oscar Carlryd Jacob Rehn Gabriel Lundberg Wilmer Svensson Finn Ernsjöö Jonathan Meijer Alexander Ray Filip Tjärnhell Folke Käll Lindfors Alexander Bexelius Malte Hasselgren Ross Jaldung Marcus Torgner William Wohnerow |
| Gruppenphase     | Kasachstan 2:9 Tschechien 2:3 Kanada 4:8 Südkorea 2:3 n, P, |
| Viertelfinale    | ausgeschieden |
| Halbfinale       | ausgeschieden |
| Spiel um Platz 9 | Polen 4:3 n, P, |
| Rang             | 9 |

### Eiskunstlauf
| Athleten                  | Wettbewerbe | Kurzprogramm/ Rhythmustanz | Kurzprogramm/ Rhythmustanz | Kür           | Kür           | Gesamt | Gesamt |
| Athleten                  | Wettbewerbe | Punkte                     | Rang                       | Punkte        | Rang          | Punkte | Rang   |
| ------------------------- | ----------- | -------------------------- | -------------------------- | ------------- | ------------- | ------ | ------ |
| Frauen                    |             |                            |                            |               |               |        |        |
| Lovisa Aav                | Einzel      | 47,68                      | 15                         | 87,64         | 19            | 135,32 | 17     |
| Männer                    |             |                            |                            |               |               |        |        |
| Jonathan Egyptson         | Einzel      | 52,21                      | 29                         | ausgeschieden | ausgeschieden | 52,21  | 29     |
| Gabriel Folkesson         | Einzel      | 64,24                      | 14                         | 105,13        | 21            | 169,37 | 21     |
| Mixed                     |             |                            |                            |               |               |        |        |
| Emma Kivioja Erik Pellnor | Eistanz     | 52,24                      | 9                          | 78,08         | 10            | 130,32 | 9      |

### Freestyle-Skiing
| Athleten           | Wettbewerbe | Qualifikation | Qualifikation | Finale  | Finale  | Finale        | Finale        | Rang |
| Athleten           | Wettbewerbe | Qualifikation | Qualifikation | Runde 1 | Runde 1 | Runde 2       | Runde 2       | Rang |
| Athleten           | Wettbewerbe | Punkte        | Rang          | Punkte  | Rang    | Punkte        | Rang          | Rang |
| ------------------ | ----------- | ------------- | ------------- | ------- | ------- | ------------- | ------------- | ---- |
| Frauen             |             |               |               |         |         |               |               |      |
| Moa Gustafson      | Moguls      | 63,97         | 12            | 69,36   | 8       | ausgeschieden | ausgeschieden | 8    |
| Elis Lundholm      | Moguls      | 64,43         | 10            | 68,11   | 10      | ausgeschieden | ausgeschieden | 10   |
| Männer             |             |               |               |         |         |               |               |      |
| Vincent Adriansson | Moguls      | 66,72         | 15            | 66,02   | 11      | ausgeschieden | ausgeschieden | 11   |

| Athleten           | Wettbewerbe | Vorlauf | Vorlauf  | Gruppenphase | Gruppenphase | Halbfinale    | Halbfinale    | Finale        | Finale        | Rang |
| Athleten           | Wettbewerbe | Gegner  | Ergebnis | Punkte       | Rang         | Gegner        | Ergebnis      | Gegner        | Ergebnis      | Rang |
| ------------------ | ----------- | ------- | -------- | ------------ | ------------ | ------------- | ------------- | ------------- | ------------- | ---- |
| Frauen             |             |         |          |              |              |               |               |               |               |      |
| Moa Gustafson      | Dual Moguls | —       | —        | 8            | 2            | ausgeschieden | ausgeschieden | ausgeschieden | ausgeschieden | =5   |
| Elis Lundholm      | Dual Moguls | —       | —        | 7            | 3            | ausgeschieden | ausgeschieden | ausgeschieden | ausgeschieden | =9   |
| Männer             |             |         |          |              |              |               |               |               |               |      |
| Vincent Adriansson | Dual Moguls | Freilos | Freilos  | 8            | 5            | ausgeschieden | ausgeschieden | ausgeschieden | ausgeschieden | =17  |

| Athleten      | Wettbewerbe | Platzierungsrunde | Platzierungsrunde | Vorläufe | Vorläufe | Halbfinale | Finale | Rang |
| Athleten      | Wettbewerbe | Zeit              | Rang              | Punkte   | Rang     | Rang       | Rang   | Rang |
| ------------- | ----------- | ----------------- | ----------------- | -------- | -------- | ---------- | ------ | ---- |
| Männer        |             |                   |                   |          |          |            |        |      |
| Erik Wahlberg | Skicross    | 33,23 s           | 1                 | 19       | 2        | 1          | 1      | Gold |

### Ski Alpin
| Athleten                | Wettbewerbe        | 1. Lauf     | 1. Lauf | 2. Lauf     | 2. Lauf | Gesamt      | Gesamt |
| Athleten                | Wettbewerbe        | Zeit        | Rang    | Zeit        | Rang    | Zeit        | Rang   |
| ----------------------- | ------------------ | ----------- | ------- | ----------- | ------- | ----------- | ------ |
| Frauen                  |                    |             |         |             |         |             |        |
| Regina Falk             | Riesenslalom       | 1:05,80 min | 17      | 1:05,82 min | 27      | 2:11,62 min | 25     |
| Regina Falk             | Slalom             | 41,07 s     | 21      | 39,41 s     | 13      | 1:20,48 min | 19     |
| Sophie Nyberg           | Alpine Kombination | 59,88 s     | 2       | 51,93 s     | 8       | 1:51,81 min | Silber |
| Sophie Nyberg           | Riesenslalom       | 1:04,39 min | 4       | 1:03,95 min | 7       | 2:08,34 min | 6      |
| Sophie Nyberg           | Super-G            | —           | —       | —           | —       | 1:00,94 min | Silber |
| Stella Rodling Swanberg | Riesenslalom       | 1:07,01 min | 29      | DNS         | DNS     | DNS         | DNS    |
| Stella Rodling Swanberg | Slalom             | 40,43 s     | 10      | 39,42 s     | 14      | 1:19,85 min | 10     |
| Eva Saalo               | Riesenslalom       | 1:07,29 min | 35      | 1:07,19 min | 36      | 2:14,48 min | 34     |
| Eva Saalo               | Slalom             | DNF         | DNF     | DNF         | DNF     | DNF         | DNF    |
| Ebba Torhult            | Riesenslalom       | 1:12,10 min | 59      | 1:10,70 min | 47      | 2:22,80 min | 47     |
| Ebba Torhult            | Slalom             | DNF         | DNF     | DNF         | DNF     | DNF         | DNF    |
| Männer                  |                    |             |         |             |         |             |        |
| Lucas Kongsholm         | Slalom             | 39,84 s     | 1       | 41,14 s     | 23      | 1:20,98 min | 6      |
| Albin Larsson           | Riesenslalom       | DNF         | DNF     | DNF         | DNF     | DNF         | DNF    |
| Axel Lindqvist          | Slalom             | 40,34 s     | 4       | 40,74 s     | 18      | 1:21,08 min | 8      |
| Gustaf Lindqvist        | Slalom             | 40,73 s     | 8       | 40,32 s     | 13      | 1:21,05 min | 7      |
| Bosse Mikelsson         | Riesenslalom       | 1:03,84 min | 40      | 1:04,72 min | 34      | 2:08,56 min | 36     |
| Bosse Mikelsson         | Slalom             | 41,04 s     | 11      | DNF         | DNF     | DNF         | DNF    |
| Emil Nyberg             | Alpine Kombination | 58,82 s     | 3       | 41,71 s     | 7       | 1:40,53 min | 6      |
| Emil Nyberg             | Riesenslalom       | 1:01,74 min | 12      | 1:03,28 min | 12      | 2:05,02 min | 10     |
| Emil Nyberg             | Super-G            | —           | —       | —           | —       | 57,69 s     | Silber |
| Adam Palmer             | Riesenslalom       | 1:02,89 min | 28      | 1:02,44 min | 1       | 2:05,33 min | 15     |
| Adam Palmer             | Slalom             | 42,37 s     | 24      | 39,86 s     | 4       | 1:22,23 min | 16     |
| Jonathan Öman           | Super-G            | —           | —       | —           | —       | DNF         | DNF    |
| Jonathan Öman           | Riesenslalom       | 1:03,98 min | 42      | 1:05,13 min | 40      | 2:09,11 min | 39     |
| Jonathan Öman           | Alpine Kombination | 1:01,15 min | 33      | 42,89 s     | 29      | 1:44,04 min | 30     |

| Athleten                                                       | Wettbewerbe | Achtelfinale | Achtelfinale | Viertelfinale | Viertelfinale | Halbfinale | Halbfinale | Finale  | Finale | Rang |
| Athleten                                                       | Wettbewerbe | Gegner       | Punkte       | Gegner        | Punkte        | Gegner     | Punkte     | Gegner  | Punkte | Rang |
| -------------------------------------------------------------- | ----------- | ------------ | ------------ | ------------- | ------------- | ---------- | ---------- | ------- | ------ | ---- |
| Mixed                                                          |             |              |              |               |               |            |            |         |        |      |
| Regina Falk Emil Nyberg Stella Rodling Swanberg Axel Lindqvist | Mannschaft  | Türkei       | 4:0          | Tschechien    | 3:1           | Japan      | 3:1        | Schweiz | 2:2    | Gold |

### Ski-Orientierungslauf
| Athleten                                | Wettbewerbe | Zeit      | Rang   |
| --------------------------------------- | ----------- | --------- | ------ |
| Frauen                                  |             |           |        |
| Anna Aasa                               | Sprint      | 13:44 min | 6      |
| Hansjons Elsa Hermansson                | Sprint      | DSQ       | DSQ    |
| Männer                                  |             |           |        |
| Jonas Carlsson                          | Sprint      | 14:38 min | 18     |
| Jonatan Ståhl                           | Sprint      | 12:54 min | Silber |
| Mixed                                   |             |           |        |
| Anna Aasa Jonatan Ståhl                 | Staffel     | 45:19 min | Silber |
| Hansjons Elsa Hermansson Jonas Carlsson | Staffel     | 51:06 min | 11     |